# Eygurande-et-Gardedeuil
Eygurande-et-Gardedeuil är en kommun i departementet Dordogne i regionen Nouvelle-Aquitaine i sydvästra Frankrike. Kommunen ligger i kantonen Montpon-Ménestérol som tillhör arrondissementet Périgueux. År 2022 hade Eygurande-et-Gardedeuil 407 invånare.

## Befolkningsutveckling
Antalet invånare i kommunen Eygurande-et-Gardedeuil
Referens:INSEE